# World Series 1978
Le World Series 1978 sono state la 75ª edizione della serie di finale della Major League Baseball al meglio delle sette partite tra i campioni della National League (NL) 1978, i Los Angeles Dodgers, e quelli della American League (AL), i New York Yankees. A vincere il loro ventiduesimo titolo furono gli Yankees per quattro gare a due.
Queste finali furono le ripetizioni di quelle dell'anno precedente, con gli Yankees che si confermarono campioni, vincendo quello che sarebbe stato il loro ultimo titolo fino al 1996. Questa fu anche la prima edizione di una serie di dieci stagioni che videro trionfare dieci differenti squadre. I Dodgers avrebbero interrotto tale striscia nel 1988 dopo avere vinto in precedenza nel 1981. 

## Sommario
New York ha vinto la serie, 4-2.
| Gara | Data       | Risultato                                                 | Stadio         | Tempo | Pubblico |
| ---- | ---------- | --------------------------------------------------------- | -------------- | ----- | -------- |
| 1    | 10 ottobre | New York Yankees – 5, Los Angeles Dodgers – 11            | Dodger Stadium | 2:48  | 55.997   |
| 2    | 11 ottobre | New York Yankees – 3, Los Angeles Dodgers – 4             | Dodger Stadium | 2:37  | 55.982   |
| 3    | 13 ottobre | Los Angeles Dodgers – 1, New York Yankees – 5             | Yankee Stadium | 2:27  | 56.447   |
| 4    | 14 ottobre | Los Angeles Dodgers – 3, New York Yankees – 4 (10 inning) | Yankee Stadium | 3:17  | 56.445   |
| 5    | 15 ottobre | Los Angeles Dodgers – 2, New York Yankees – 12            | Yankee Stadium | 2:56  | 56.448   |
| 6    | 17 ottobre | New York Yankees – 7, Los Angeles Dodgers – 2             | Dodger Stadium | 2:34  | 55.985   |

## Hall of Famer coinvolti
- Yankees: Goose Gossage, Catfish Hunter, Reggie Jackson, Bob Lemon (man.).
- Dodgers: Tommy Lasorda (man.), Don Sutton